# وندی، اردنس
وندی، اردنس (به فرانسوی: Vandy, Ardennes) یک کمون در فرانسه است که در Canton of Vouziers واقع شده‌است.

## خصوصیات
وندی ۱۱٫۱۱ کیلومترمربع مساحت و ۱۷۶ نفر جمعیت دارد و ۱۰۳ متر بالاتر از سطح دریا واقع شده‌است.